# Nigorella huaping
Espèce
Nigorella huaping est une espèce d'araignées aranéomorphes de la famille des Salticidae.

## Distribution
Cette espèce est endémique du Guangxi en Chine,. Elle se rencontre dans le xian de Longsheng.

## Description
Le mâle holotype mesure 7,34 mm et la femelle paratype 7,53 mm

## Systématique et taxinomie
Cette espèce a été décrite par Liu et Zhang en 2025.

## Étymologie
Son nom d'espèce lui a été donné en référence au lieu de sa découverte, la réserve naturelle nationale de Huaping.

## Publication originale
- Liu, Liu & Zhang, 2025 : « A new species of Nigorella Wesołowska & Tomasiewicz, 2008 (Araneae, Salticidae, Salticinae, Plexippini) from Guangxi, China. » Biodiversity Data Journal, vol. 13, no e158414, p. 1-9 (texte intégral).